# Okres Tkvarčeli
Okres Tkvarčeli je nižší územně-správní celek Abcházie vytvořený v roce 1995 z částí okresů Očamčyra a Gali, ale není uznáván gruzínskou vládou v Tbilisi. Na západě sousedí s okresem Očamčyra, na jihu s okresem Gali a na východě s Gruzií. Okresním městem je Tkvarčeli, které má 5 013 obyvatel.

## Seznam představitelů okresu Tkvarčeli
V čele okresní rady stáli:
| Pořadí      | Jméno              | Od                | Do               |
| 1.          | Valerij Charčilava | před květnem 2001 | 31. březen 2003  |
| 2.          | Daur Aršba         | 31. březen 2003   | 22. březen 2005  |
| 3.          | Timur Gogva        | 22. březen 2005   | 2. červen 2014   |
| (úřadující) | Zurab Argunija     | 2. červen 2014    | 3. listopad 2014 |
| 4.          | Aida Čačchaliová   | 3. listopad 2014  | 26. března 2020  |
| (úřadující) | Vitalij Kvicinija  | 26. března 2020   | 13. května 2020  |
| 5.          | Isidor Dočija      | 13. května 2020   | dosud            |

## Demografie
Největší etnickou skupinou jsou zde Gruzínci, kterých zde v roce 2011 bylo 62,4 %. Je to jediný region v Abcházii, kde mezi léty 2003 - 2011 vzrostl počet Gruzínců a klesl počet Abchazů.
| Rok  | Počet obyvatel | z toho %  | z toho % | z toho % | z toho % | z toho % | z toho %  |
| ---- | -------------- | --------- | -------- | -------- | -------- | -------- | --------- |
| Rok  | Počet obyvatel | Abchazové | Arméni   | Gruzíni  | Rusové   | Řekové   | Ukrajinci |
| 2003 | 14 777         | 37,8      | 0,5      | 55,2     | 4,9      | 0,2      | 0,4       |
| 2011 | 16 012         | 32,0      | 0,3      | 62,4     | 3,4      | 0,1      | 0,4       |

## Seznam měst a obcí

### Města
- Tkvarčeli – okresní město

### Obecní centra
- Agubedia
- Bedia
- Carča
- Čchvartal
- Galchuč
- Gumryš
- Machur
- První Bedia
- Rečchu
- Tkvarčal
- Uakum

## Ekonomika

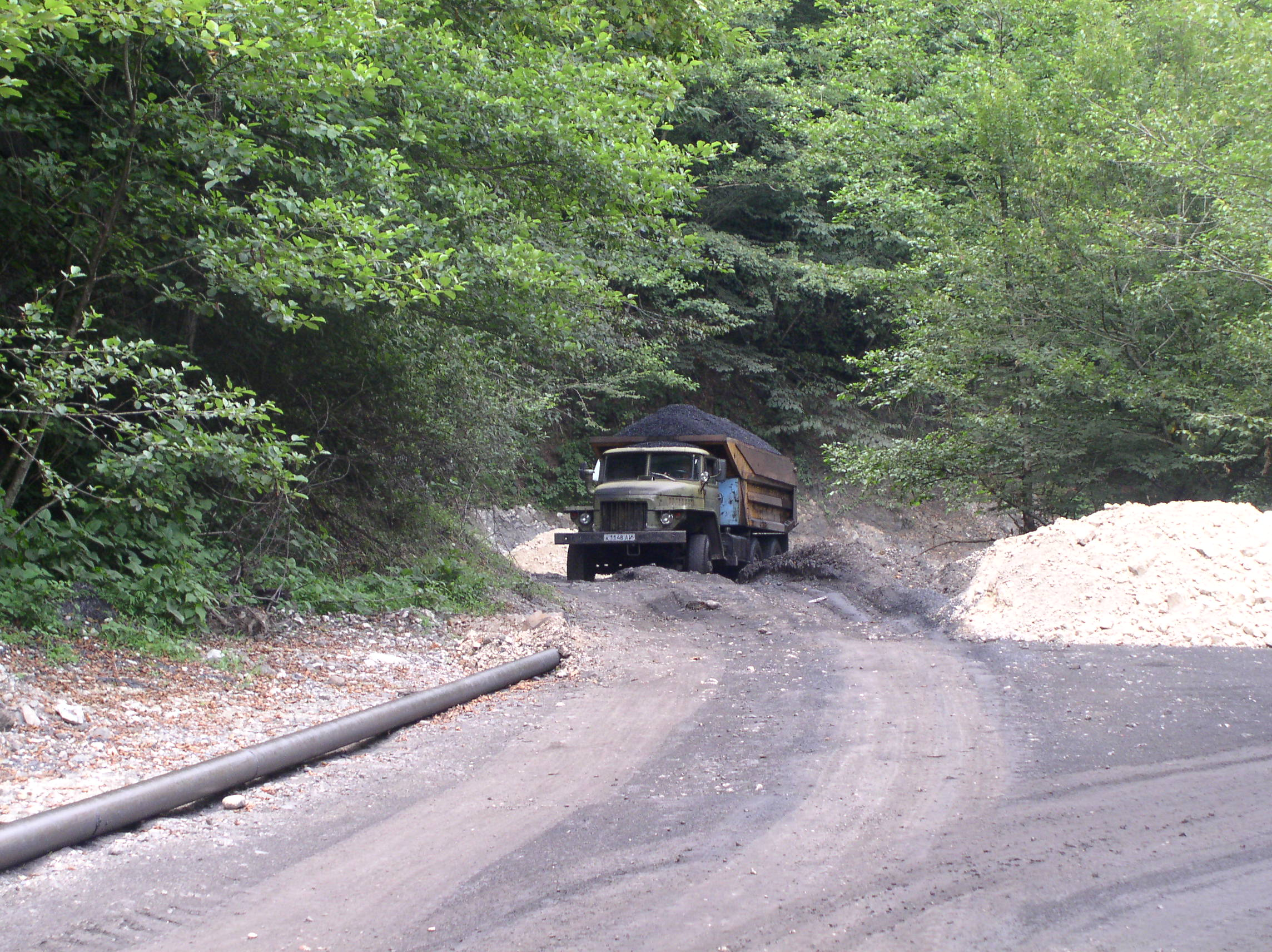
Těžba uhlí nedaleko Tkvarčalu

Jsou zde bohatá ložiska uhlí. Těží ho zde jediná společnost Turecká Tamsaş. Daně, které tato společnost odvádí, tvoří až 75 % rozpočtu celého regionu.